# 오소현
오소현(1998년 3월 20일 ~ )은 대한민국의 배우이다.

## 출연 작품

### 영화
- 《조제》 (2020년) - 던킨 점원 역
- 《힘을 내요, 미스터 리》 (2019년) - 서울고속터미널 여직원 역
- 《강령: 귀신놀이》 (2025년) - 지예은 역

### 드라마
- 《사랑한다고 말해줘》 (ENA, 2023년) - 김기주 역
- 《사랑의 이해》 (JTBC, 2022년) - 김지윤 역
- 《당신의 운명을 쓰고 있습니다》 (웹드라마, 2021년)
- 《18 어게인》 (JTBC, 2020년) - 전보배 역
- 《부부의 세계》 (JTBC, 2020년) - 조이 역
- 《그녀의 사생활》 (tvN, 2019년) - 시안의 팬 역